# Instituto Español Severo Ochoa
El Instituto Español de Educación Secundaria «Severo Ochoa» de Tánger —en francés: Institut espagnol Severo Ochoa— es uno de los centros educativos de los que el Estado español es titular fuera de España. Está situado en la parte alta de la ciudad de Tánger, en la plaza El Koweit, 1, en la misma zona en la que se encuentran otras instituciones españolas: el consulado, el Colegio Ramón y Cajal, el Instituto Cervantes y el Hospital Español. 

## Historia
Comenzó a funcionar el curso 1949-1950 como centro de Formación Profesional con el nombre de Instituto Politécnico Español —nombre con el que todavía es conocido—. El edificio original de 1948 fue drásticamente reformado y ampliado en 1972. Sus instalaciones son actualizadas constantemente, especialmente en el campo de las nuevas tecnologías.
En el curso 2009-2010 cuenta con más de 460 alumnos de Educación Secundaria Obligatoria y bachillerato, que son atendidos por 38 profesores. La mayor parte de los alumnos son de nacionalidad marroquí, seguidos por los que tienen nacionalidad española y después de otras nacionalidades hasta completar 15 nacionalidades diferentes.
En el «Severo Ochoa» se realizan multitud de actividades que complementan las tareas educativas: se editan dos revistas —Kasbah y Babel—, funciona un grupo de teatro y un coro, tiene equipos en muchas modalidades deportivas, organiza concursos literarios, ciclos de cine, etc.